# Jan de Pree
Jan de Pree (Biggekerke, 23 mei 1925 – Bilthoven, 5 mei 1996) was een Nederlands politicus van de CHU en later het CDA.
In augustus 1942 startte hij zijn loopbaan bij de gemeentesecretarie van Zoutelande waar hij begon als volontair. Nadat David Kodde, de burgemeester-gemeentesecretaris van Zoutelande, in 1956 Tweede Kamerlid was geworden namens de SGP volgde De Pree hem op als gemeentesecretaris. Toen Kodde, die sinds 1921 burgemeester van Zoutelande was, in 1959 met pensioen ging werd De Pree daar waarnemend burgemeester. Op 1 juli 1966 ging Zoutelande op in de gemeente Valkenisse waarmee zijn functie kwamen te vervallen. In januari 1967 volgde zijn benoeming tot burgemeester van de gemeente Zaamslag wat duurde tot 1 april 1970 toen die gemeente opging in gemeente Terneuzen waarna hij opnieuw op wachtgeld werd geplaatst. In oktober 1971 volgde zijn benoeming tot burgemeester van de toenmalige Utrechtse gemeente Wilnis en in maart 1981 werd hij de burgemeester van Woudenberg. Medio 1985 ging hij daar vervroegd met pensioen. Bijna 11 jaar later overleed De Pree op 70-jarige leeftijd in zijn woonplaats Bilthoven.